# 収穫逓減
収穫逓減（しゅうかくていげん、英: diminishing returns）は、経済学用語であり、収穫逓減の法則とも呼ばれる。
固定および可変の入力（例えば工場規模と労働者数）のある生産システムで、可変入力がある点を過ぎると、入力の増加が出力の増加に結びつかなくなっていく。逆に製品をより多く生産するのにかかるコストは増大していく。これを相対費用逓増の法則あるいは機会費用逓増の法則、限界生産力逓減の法則とも呼ぶ。
表面上は完全に経済的概念だが、収穫逓減はテクノロジ的関係も暗示している。収穫逓減の法則は、企業の短期限界費用曲線が結局は増大することを示している。

## 歴史
収穫逓減の概念の起源を遡ってみると、ヨハン・ハインリヒ・フォン・チューネン、ジャック・テュルゴー、トマス・ロバート・マルサス、デヴィッド・リカードといった初期の経済学者の懸念にたどり着く。
マルサスとリカードは19世紀のイングランドで、土地が限られていることで収穫逓減が起きるのではないかと懸念した。農業の生産量を増大させるには、農民は痩せた土地を耕作して耕作面積を広げるか、既存の土地でより集中的な生産手法を適用する必要がある。どちらにしても、農業生産量を増大させるのにかかるコストは増大していき、マルサスとリカードは農業生産量の増大が人口増大に追いつかなくなると予測した。(Case、Fair、1999: 790)

## 簡単な例
1 kg の種をある一定面積の土地に作付けすることで、1 t の作物が収穫できるとする。同じ面積にもう 1 kg の種を植えれば、収穫も 2 t になると期待されるかもしれない。
しかし、ここに収穫逓減が発生するとしたら、種を 1 kg 増やしても、収穫できる量の増加は 1 t よりも少なくなる（同じ土地で、同じ季節で、単に植える種を増やしただけの場合）。例えば、種を 1 kg 増やしても、収穫量は 0.5 t しか増えないというようなことが生じる。収穫逓減の法則によれば、さらに種を 1 kg 増やして合計 3 kg を植えた場合、それによって増える収穫量は 0.5 t よりも少なく、例えば、0.25 t になる。
経済学における「限界主義」とは、生産システムの生産性の限界を追究することを意味する。上述の三つのシナリオで、収穫量は種 1 kg の場合は 1 t、さらに種を 1 kg 追加したときの収穫量の増分は 0.5 t、さらに種を 1 kg 追加したときの収穫量の増分は 0.25 t となる。したがって、種の限界生産物（marginal product, MP）は、植えられた種の総量が増大するにつれて低下する。この例では、限界生産物は追加された種の量で増えた収穫量を割ったものに等しい。
収穫逓減の結果として、総投資量を増やしたとき、総投資に対する総投資回収率（製品または収穫の平均）が減少していく。最初の 1 kg の投資に対して投資回収率は 1 t/kg となる。2 kg の投資に対しては 1.5 t/2 kg = 0.75 t/kg、3 kg の投資に対しては 1.75 t/3 kg = 0.58 t/kg となる。

## 費用対効果
入力単位当たりの収穫と生産費用には逆の関係がある。1 kg の種の費用が $1 とし、この価格は変化しないとする。ただし、生産費用は種の購入費用だけではないが、それら費用は収穫量に伴って変化しない固定費用とする。1 kg の種を植えると 1 t の収穫があるので、この最初の 1 t の生産費用には $1 余計にかかる。すなわち、最初の 1 t の収穫について、限界費用（marginal cost, MC）は 1 t 当たり $1 である。他に何も変化しない場合、種を 1 kg 増やしたときの収穫量の増加は最初のときの半分である。すなわちその MC は 0.5 t 当たり $1、つまり 1 t 当たり $2 となる。同様にさらに種を 1 kg 増やしたとき、MC は 0.25 t 当たり $1、つまり 1 t 当たり $4 となる。したがって、収穫逓減は限界費用の増大を伴い、平均費用の増大も伴う。上述の例では、平均費用は 1 t については $1、1.5 t については $2、1.75 t については $3 と増大していく。あるいは $1 当たりの費用で表すとおおよそ、$1、$1.3、$1.7 と増大する。
費用は機会費用でも測定可能である。この場合、この法則は社会全体にも適用される。ある製品を社会がより多く生産しようとすると、その製品を1つ生産するための機会費用が増大する。このことは、生産可能性フロンティアの弓なりの曲線を説明する。

## 規模の影響
以上論じてきた限界収益は、様々な入力のうちのひとつだけが増大する場合である（例えば、種の量だけが増え、土地の面積が変わらない場合）。全ての入力が比例して増えるなら、その結果は一定または増大することになる。
会社が長期的にあらゆる要素が増大するよう運営された場合、当初は入力の増大よりも急速に収益が増えていき、その後入力と比例するように収益が増え、最終的に収益の増加は入力の増加よりも少なくなっていく。

## 収穫逓減は普遍的法則か
収穫逓減の法則は、全入力が増大していくとき入力当たりの限界生産物が減っていくことを示している（他の入力は一定の場合）。一般に収穫逓減は、初期の限界収益の増大の「後」の現象を説明するものである。したがって、それは普遍的な法則とは言えない。
ある状況で限界収益が増大可能な証拠が存在する。ファクシミリは1台だけあっても何の役にも立たないが、2台あればメッセージを交換でき、台数が増えるにしたがってメッセージ交換経路が増えていく。ある程度までファクシミリが普及すると、交換経路は増えても、利便性は向上しなくなる。例えば、同じ部屋に何台もファクシミリがあってもあまり利便性は向上しない。また、時間的要因もあり、ファックスの送受信完了までにかかる時間が関係してくる。送受信中のファクシミリに対して、別のファクシミリが送信しようとしても接続に失敗し、送信すべきファックスが積み上がってしまう。